# 沙溪镇 (太仓市)
沙溪镇是江苏省太仓市所辖的一个镇。2000年，沙溪镇人口为64741人， 面积132.44平方千米，2010年常住人口117314人。

## 行政区划
沙溪镇辖8个社区居委会和41个村：
新北社区、东市社区、西市社区、利泰社区、直塘社区、归庄社区、岳王社区、沙东社区、涂松村、印北村、洪泾村、半泾村、中荷村、松南村、胜利村、泥桥村、虹桥村、泰西村、太星村、岳星村、新建村、岳镇村、塘桥村、项桥村、庄西村、凡山村、香塘村和渠泾村。

## 历史
2005年，沙溪镇被列为中国历史文化名镇。